# Orlando Fantoni
Orlando Fantoni (Belo Horizonte, 13 de maio de 1917 — Salvador, 5 de junho de 2002) foi um futebolista e treinador brasileiro.

## Biografia
Iniciou a carreira como jogador no Palestra Itália, atual Cruzeiro, depois Vasco da Gama e outros. Irmão de Niginho, Ninão e primo de Nininho, ele era o caçula da futebolística família Fantoni, que tinha profundas ligações com a história do Cruzeiro. Assim como eles, atuou também na Lazio, onde ficou conhecido como Fantoni IV. Além deles, Orlando viu seus sobrinhos seguirem a mesma carreira: Benito (jogou no Atlético-MG e Cruzeiro) e Fernando (jogou no América/MG), ambos zagueiros e filhos de Ninão. Fernando foi outro a passar pela Lazio.
Como treinador de futebol passou por vários clubes venezuelanos come Deportivo Italia e brasileiros entre eles Cruzeiro, Vasco da Gama, Grêmio, Bahia, Palmeiras, Corinthians, Náutico e Vitória.

## Morte
Morreu em 5 de junho de 2002, vítima de enfisema pulmonar.

## Títulos

### Como jogador
Cruzeiro
- Campeonato Mineiro: 1940
- Torneio Início de Minas Gerais: 1938, 1940 e 1941
- Torneio Otacílio Negrão de Lima: 1936

Vasco da Gama
- Torneio Internacional Luiz Aranha: 1940

### Como treinador
Universidad Central
- Campeonato Venezuelano: 1957.

Deportivo Portugués
- Campeonato Venezuelano: 1958.

Deportivo Italia
- Campeonato Venezuelano: 1961, 1963, 1966.

Cruzeiro
- Campeonato Mineiro: 1968.

Náutico
- Campeonato Pernambucano: 1974.

Bahia
- Campeonato Baiano: 1976, 1986, 1987.

Vasco da Gama
- Campeonato Carioca: 1977.
- Taça Guanabara: 1977.
- Torneio Imprensa de Santa Catarina: 1977.
- Torneio Super Séries: 1980.

Grêmio
- Campeonato Gaúcho: 1979.